# Zeciuială
Zeciuiala (sinonim: dijmă) a fost un impozit anual egal cu a zecea parte din produsele obținute prin muncă proprie, care trebuia predat cuiva.
Dijma era o dare feudală în natură care reprezintă a zecea parte din produsele principale, percepută de proprietarii feudali de la țăranii dependenți; (mai târziu) formă de rentă funciară feudală care consta în cedarea de către țăran proprietarului funciar a unei părți din producția obținută de pe bucata de pământ primită de la acesta spre a fi lucrată.
În Evul Mediu în Transilvania, această dijmă, care era plătită Bisericii catolice de către țăranii liberi, iobagi, târgoveți și micii nobili, purta denumirea de „decima” (din latină decima pars cu sensul de „a zecea parte”).
Alte sinonime pentru zeciuială sunt: azeace, azeciuire, madea, desetină.